# Schinkeltor

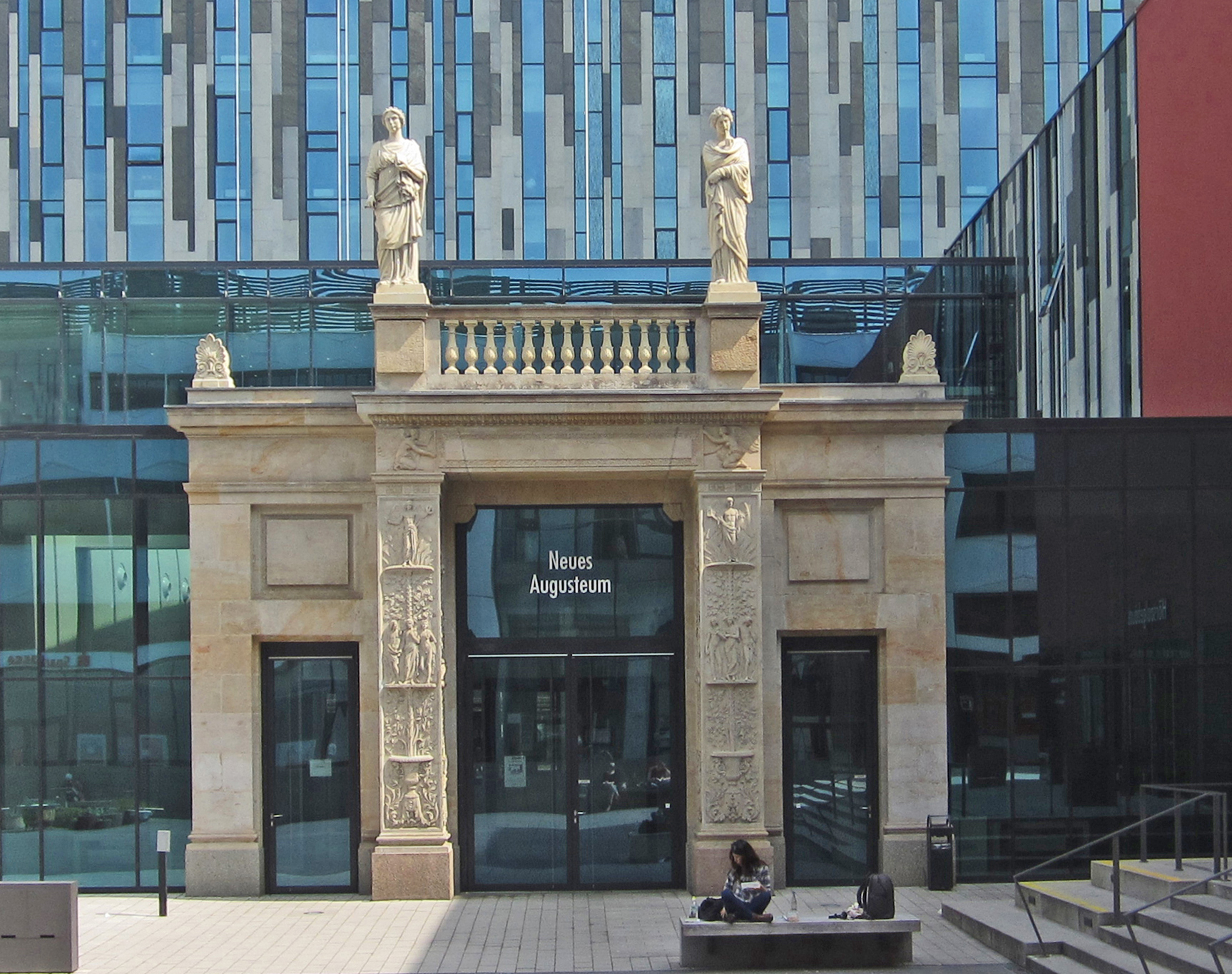
Das Schinkeltor (2014)

Das Schinkeltor am Westeingang zum Neuen Augusteum der Universität Leipzig ist das einzige erhaltene Baufragment des Universitätskomplexes am Augustusplatz aus dem 19. Jahrhundert. Seinen Namen hat es nach dem preußischen Baumeister Karl Friedrich Schinkel (1781–1841). Es steht unter Denkmalschutz.

## Beschreibung
Das Schinkeltor ist ein dreigliedriges Portal aus Sandstein, bei dem die schmucklosen Seitenteile, die dem ursprünglichen Werk später hinzugefügt wurden, über den Türöffnungen rechteckige Blindflächen besitzen. Ihr Gesims ist dem des Mittelteils angepasst.

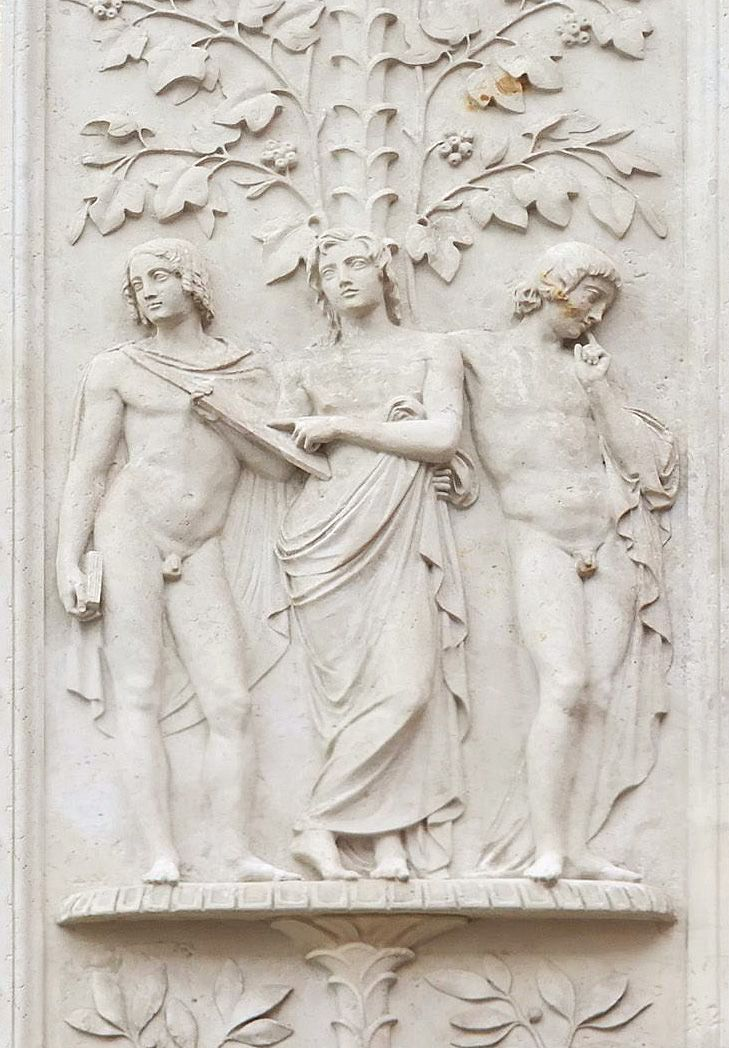
Detail aus dem rechten Pilaster

Der hervortretende Mittelteil ist ein klassisch proportioniertes Portalgewände mit pfeilerartigen Pilastern und einem geraden Türsturz. Die Pilaster tragen reichlich Reliefschmuck. Akanthusranken mit Früchten und Vögeln füllen die Seitenflächen und die unteren Teile der Vorderflächen. In den oberen Vorderteilen sind jugendliche Figuren in denkender und schreibender Pose und im Redegestus dargestellt, welche Wissenschaft und Kunst verkörpern. Über ihnen schwebt auf der linken Seite der Genius des Ruhms mit Lorbeerkranz und Palmzweig und auf der rechten jener der Unsterblichkeit mit Sanduhr und Füllhorn.
Der Mittelteil trägt eine Balustrade, auf deren seitlichen Begrenzungen die Musen Kalliope und Polyhymnia stehen. Kalliope, links, die griechische Muse der Poesie, Philosophie und Rhetorik trägt ihre Attribute Schreibtafel und Griffel. Polyhymnia als Muse der Hymnendichtung, der Pantomime aber auch der Geometrie gilt als ernst und nachdenklich, was durch ihre Pose mit dem Finger vor dem Mund zum Ausdruck kommt. Unter dem Gesims halten zwei weibliche Figuren ein Spruchband, auf dem früher in goldenen Lettern AUGUSTEUM stand. Auf den Seitenteilen befindet sich außen jeweils eine Akroterie.
Die gesamte Symbolik des Tores charakterisiert es als Eingang zu einem „Tempel der Wissenschaft“.

## Geschichte
Von 1831 bis 1836 wurde nach Plänen von Albert Geutebrück das Augusteum der Universität Leipzig am Augustusplatz errichtet. Karl Friedrich Schinkel hatte die Fassade in klassizistischer Manier überarbeitet. Dabei entstand ein hohes säulengerahmtes Portal, das in Goldbuchstaben den Schriftzug AUGUSTEUM trug. Für die Säulen entwarf Schinkel einen Bildschmuck, dessen Realisierung der Dresdner Bildhauer Ernst Rietschel (1804–1861) übernahm.

Standorte des Schinkeltores
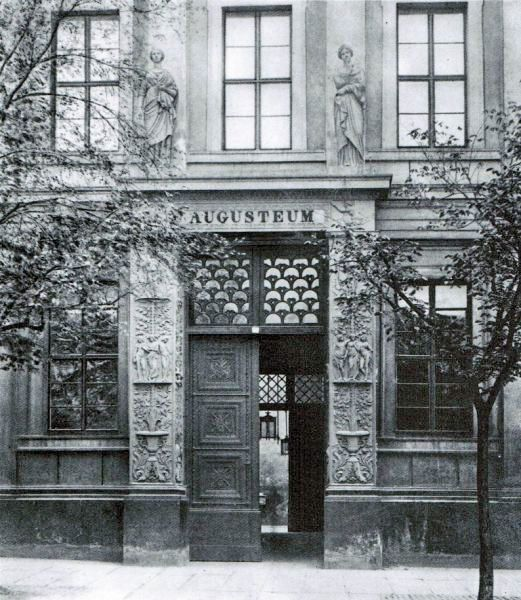
Original am Augusteum von Geutebrück (1836–1895)
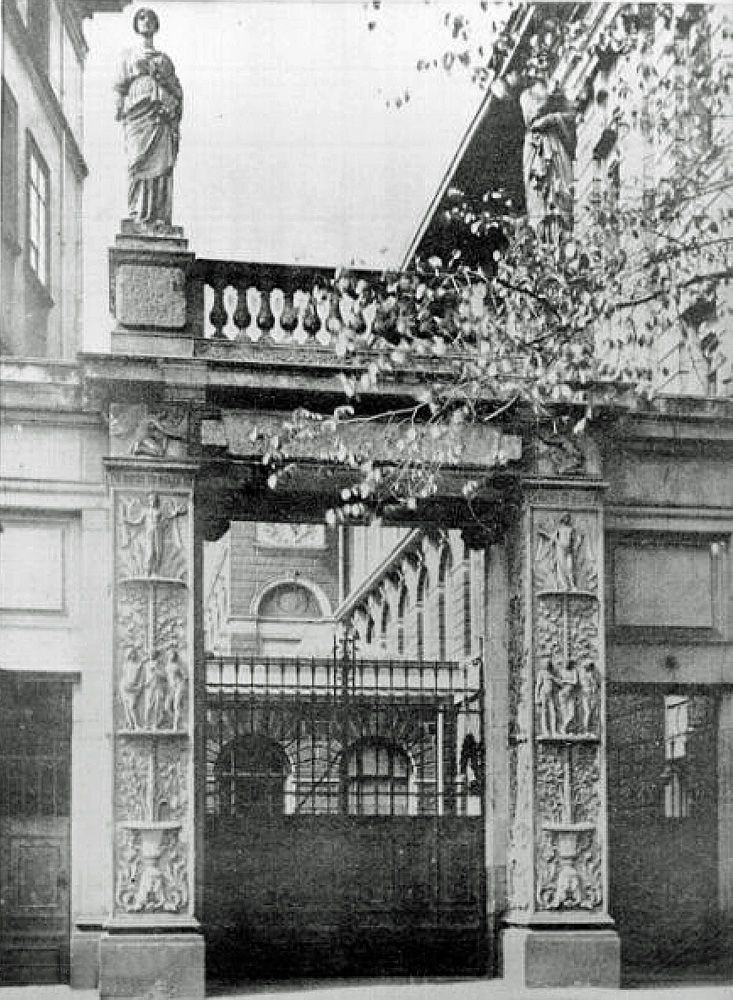
Zwischen Augusteum und Uni-Rentamt (ab 1897)
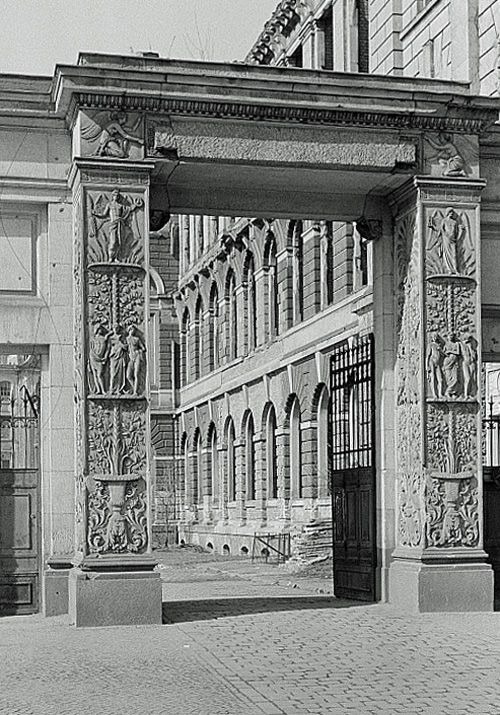
Gleicher Ort nach dem Zweiten Weltkrieg (bis 1965)
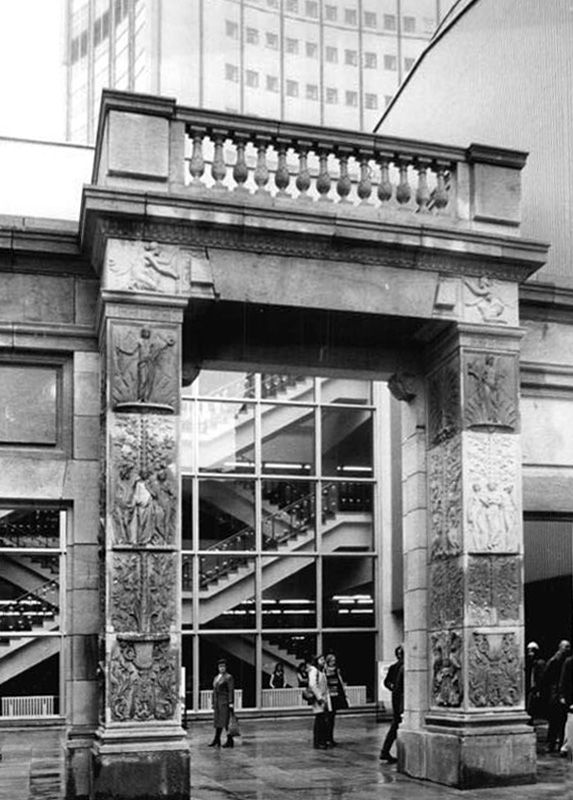
Im Hof der Karl-Marx-Universität (1981–2007)

Als von 1891 bis 1897 das Augusteum durch Arwed Roßbach (1844–1902) grundlegend umgestaltet wurde, wurde der alte Augusteumseingang um zwei Seitenteile und die Balustrade erweitert und als Zugang zu dem Gartenbereich an der Südfront des Johanneums zwischen der Südecke des Augusteums und dem Universitätsrentamt aufgestellt. Nun bürgerte sich auch der Name Schinkeltor ein.
Im Zweiten Weltkrieg wurde das Schinkeltor beschädigt. Balustrade und Musenfiguren gingen verloren. 1965 wurde das Schinkeltor abgebrochen und eingelagert. Nach einer teilweisen Restaurierung wurde es 1981 funktionslos als separater Baukörper zwischen den Neubauten von Seminar- und Hörsaalgebäude an der Universitätsstraße aufgestellt.
Der holländische Architekt Erick van Egeraat (* 1956) verwendete es an der Westseite seines Neubaus des Augusteums als Zugang vom Leibnizforum. Zu diesem Zweck wurde es vom Leipziger Bildhauer Markus Gläser (* 1960) umfassend restauriert, wobei auch die Musenfiguren auf der Balustrade neu entstanden.